# Hulan, Lerums kommun
Hulan är ett område i Lerums kommun utanför Göteborg.
Hulan består av en blandad bebyggelse med radhus, hyreshus och fristående villor. Inom området finns Hulans centrum som har matbutik (ICA Kvantum), apotek och klädbutik med mera. Där finns också skola och förskola. Väg E20 passerar förbi och där finns en Shell. En liten bit bort finns Rydsbergsskolan med högstadium och särskola och åt andra hållet Aspenkyrkan. Pendeltågsstationen Aspen finns också i närheten.